# Liste der Biografien/Tev
Liste der Biografien |
Portal Biografien |
Personensuche
# |
A |
B |
C |
D |
E |
F |
G |
H |
I |
J |
K |
L |
M |
N |
O |
P |
Q |
R |
S |
T |
U |
V |
W |
X |
Y |
Z |
?
 
Ta |
Tc |
Te |
Tf |
Tg |
Th |
Ti |
Tj |
Tk |
Tl |
Tm |
To |
Tq |
Tr |
Ts |
Tu |
Tv |
Tw |
Tx |
Ty |
Tz
 
Tea |
Teb |
Tec |
Ted |
Tee |
Tef |
Teg |
Teh |
Tei |
Tej |
Tek |
Tel |
Tem |
Ten |
Teo |
Tep |
Teq |
Ter |
Tes |
Tet |
Teu |
Tev |
Tew |
Tex |
Tey |
Tez
Die Liste der Biografien führt alle Personen auf, die in der deutschsprachigen Wikipedia einen Artikel haben. Dieses ist eine Teilliste mit 20 Einträgen von Personen, deren Namen mit den Buchstaben „Tev“ beginnt.

## Tev

### Teva
- Tevanian, Avie (* 1961), US-amerikanischer Softwareentwickler armenischer Abstammung
- Tevarit Junsom (* 1984), thailändischer Fußballspieler

### Teve
- Teveli, Petra (* 1979), ungarische Marathonläuferin
- Tevelian, Meg (1902–1976), Musiker und Bandleader
- Tevenar, Gerhard von (1912–1943), deutscher Jurist und Politikwissenschaftler
- Teverson, Robin, Baron Teverson (* 1952), britischer Politiker (Liberal Democrats), MdEP
- Teves, Alfred (1868–1953), deutscher Unternehmer
- Teves, Margarito (* 1943), philippinischer Politiker und Manager
- Teves, Wilhelm (* 1880), deutscher Jurist und Mitglied des Provinziallandtages der Provinz Hessen-Nassau
- Tevet, Nahum (* 1946), israelischer Bildhauer
- Tévez, Carlos (* 1984), argentinischer FußballspielerCarlos Tévez (* 1984)

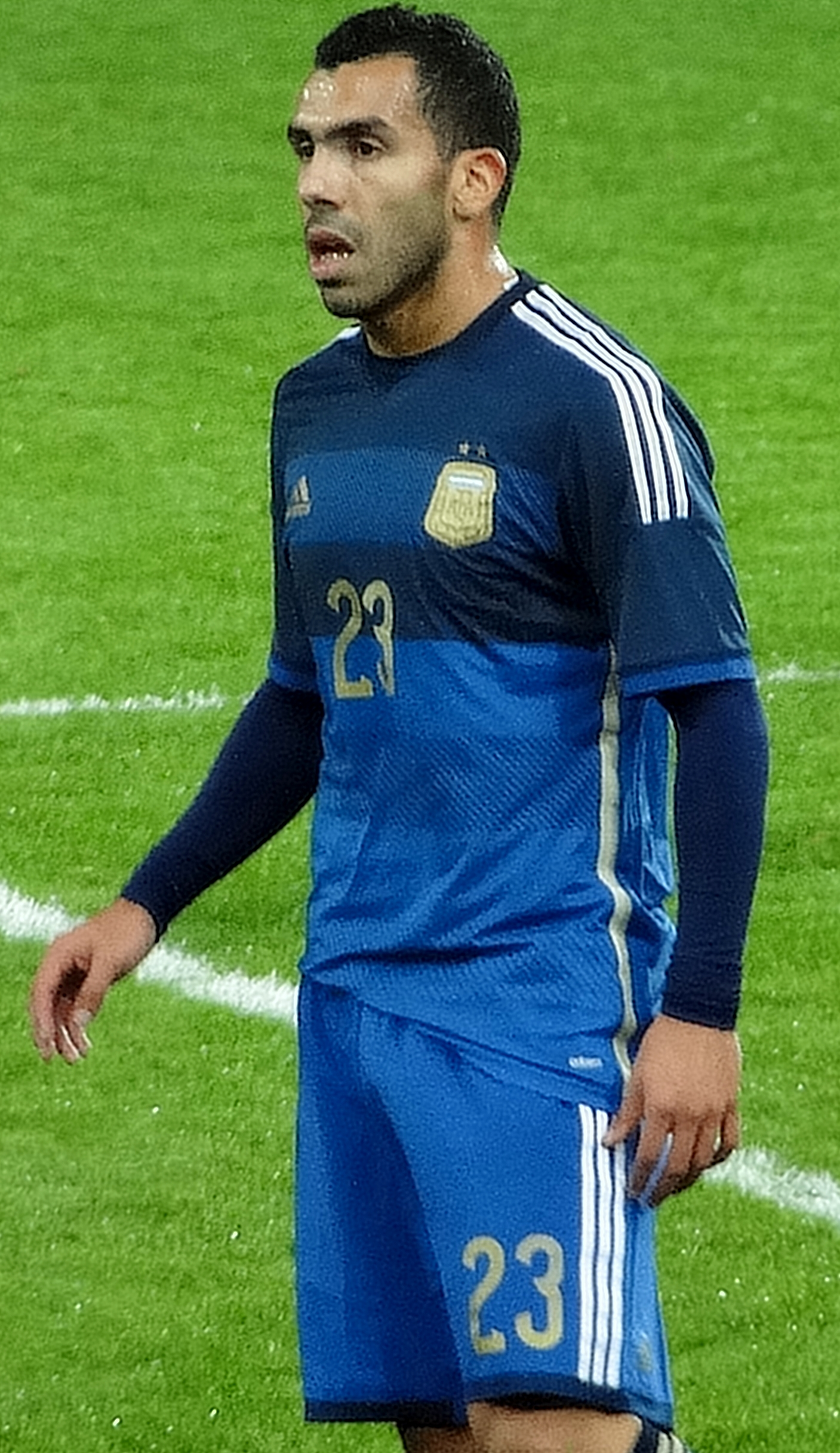
Carlos Tévez (* 1984)

- Tevez, Christopher, peruanischer Poolbillardspieler
- Tévez, Mauricio (* 1996), argentinischer Fußballspieler

### Tevf
- Tevfik Fikret (1867–1915), türkischer Dichter
- Tevfik, Çaylak (1843–1893), türkisch-osmanischer Schriftsteller und Journalist
- Tevfik, Feriha (1910–1991), türkische Schauspielerin

### Tevi
- Tevis, Peter (1937–2006), US-amerikanischer Folksänger
- Tevis, Walter (1928–1984), US-amerikanischer Schriftsteller

### Tevo
- Tevoedjre, Wilfried (* 1979), beninischer Schwimmer
- Tevoli, Lodovico (1772–1856), italienischer Kurienbischof